# Sigune von Osten
Sigune von Osten (* 8. März 1950 in Dresden; † 8. Juli 2021 auf dem Trombacher Hof, Bad Kreuznach) war eine deutsche Opernsängerin (Sopran), Komponistin und Musikkünstlerin. Sie wuchs in Hamburg auf und lebte ab 1994 auf dem historischen Klostergut Trombacher Hof bei Bad Kreuznach.

## Leben
Sigune von Osten studierte in Hamburg und Karlsruhe. Der Schwerpunkt ihrer künstlerischen Tätigkeit lag seit Beginn ihrer Karriere in der Interpretation von Werken des 20. und 21. Jahrhunderts. Sie arbeitete u. a. mit den Komponisten John Cage, Olivier Messiaen, Luigi Nono, Giacinto Scelsi, Krzysztof Penderecki und sang über 100 Ur- und Erstaufführungen. Ihre Realisation von John Cages Aria, 1973 bei den Tagen der Neuen Musik in Hannover, war der Start zur internationalen Karriere. 1976 wurde diese Realisation in New York von John Cage autorisiert und danach von ihr in Europa, den USA, Südamerika und Japan aufgeführt. 1993 und 2003 folgten CD-Aufnahmen von Aria.
Mit dem Komponisten Giacinto Scelsi verband sie eine enge Freundschaft und Zusammenarbeit von 1979 bis zu seinem Tod 1988. Er widmete ihr die Kompositionen Olehö und Kövirügivogerü.
Olivier Messiaen zählte sie zu seinen bevorzugten Interpretinnen. Mit ihm und seiner Frau, der Pianistin Yvonne Loriod, arbeitete sie von 1987 bis zu seinem Tod 1992. „Es war ein Wunder. Ihre Metamorphose meines Werkes hat alle meine Erwartungen übertroffen und allen vorausgegangenen Interpretationen außergewöhnlich kreative Momente hinzugefügt“, sagte der Komponist nach ihrem ersten gemeinsamen Konzert in Bratislava vor der Presse.
Mit Luigi Nono stand sie in Verbindung von ihrem Auftritt beim Warschauer Herbst 1976 bis kurz vor seinem Tod. Über fünfzig Mal sang sie sein Stück La fabbrica illuminata.
Schon vor der Wende setzte sich Sigune von Osten auch in den kommunistischen Ländern für die Komponisten des 20. Jahrhunderts ein. Das begann mit der Uraufführung des ihr gewidmeten Solostücks Black and white tears des tschechischen Komponisten Marek Kopelent (NDR 1975) und setzte sich fort mit dem DDR-Komponisten Paul-Heinz Dittrich. In den späten 80er- und 90er-Jahren gestaltete sie als Sängerin einige musikhistorische Momente mit: 1987 die DDR-Erstaufführung in Ost-Berlin von Paul-Heinz Dittrichs Engführung (Dresdner Philharmoniker, Leitung Herbert Kegel), 1989 die letzte Live-Übertragung von Radio DDR aus dem Schauspielhaus und das Konzert am Tag der Wiedervereinigung in der Komischen Oper Berlin (UA Sarmatische Lieder von Siegfried Matthus), 1993 die Erstaufführung von Arnold Schönbergs Pierrot lunaire (Festival Soundways, St. Petersburg) und 1988 die Erstaufführung von Schönbergs Erwartung (Leningrader  Philharmoniker / Alexander Dmitrijew).
Von 1991 bis 2001 war Sigune von Osten Professorin für Gesang an der Musikhochschule Würzburg und gab danach weiter Workshops und Unterricht in Interpretation, zeitgenössischer Vokaltechnik, Improvisation.
Ab 1995 setzte sie sich für die Vermittlung Neuer Musik außerhalb der Insider-Festivals und für die Musik außereuropäischer Kulturen ein. 1995 rief sie das Festival Musica Temporale und das Ensemble Musica Temporale (1995–2005) in ihrer Geburtsstadt Dresden ins Leben. 1996 entwickelte sie das Atlantische Festival Rheinland-Pfalz (1996, 1998, 2000) und gründete die Kulturinitiative Art Point Trombacher Hof. Ab 1996 gestaltete sie das alljährlich stattfindende Festival Parkmusik Neue Ho(e)rizonte auf und rund um den Trombacher Hof, wo sie auch lebte. Ab 2000 entwickelte sie darüber hinaus eigene interdisziplinäre audiovisuelle Projekte, bei denen sich oft Profis und Amateure zusammen einbrachten, wie zum Beispiel beim industriekritischen Musikereignis MenschMaschine-KlangMaschine oder bei ihren Projekten im Deutschen Pavillon auf der EXPO Shanghai 2010.
2011 wurde sie durch den damaligen Ministerpräsidenten Kurt Beck mit dem Verdienstorden des Landes Rheinland-Pfalz ausgezeichnet.

## Veröffentlichungen
- 1988 Lebeweise eines Yogi (über Giacinto Scelsi, in MusikTexte 26, Köln 1988)
- 2002 L‘interprétation en question (in: Poirier (ed.): André Boucourechliev, Fayard, 2002)
- 2002 Stationen einer jungen Freundschaft (in: Morazzoni (ed.): Happy Birthday to Nuria Schoenberg Nono, Arti Grafiche Venete srl 2002)
- 2008 La voix qui transcende Messiaen (in: Lechner-Reydellet (ed.): Messiaen – l’empreinte d’un géant, Séguier 2008)
- 2009 Zwischen Prag und Rom (in: Vogt / Hilberg (ed.): Kammerton der Gegenwart, Wolke Verlag 2009)
- 2013 My collaboration with Olivier Messiaen and Yvonne Loriod (in: Dingle / Fallon (ed.): Messiaen Perspectives 1, Ashgate 2013)